# Syphax
Syphax (en berbère : ⵙⵉⴼⴰⵇⵙ, Sifaqs) , né vers 250 et mort vers 202 av. J.-C., fut un roi berbère de la Numidie occidentale (d'environ 225 à 203 av. J.-C.), dont la capitale était Siga (actuelle Oulhaça El Gheraba) et Cirta (actuelle Constantine) en Algérie. Son histoire est racontée par Tite-Live, dans Ab Urbe condita libri.

## Biographie
Pendant la deuxième guerre punique, il s'allie d'abord aux Romains, s'opposant ainsi à Gaïa, roi de la Numidie orientale, et à son fils Massinissa, alliés aux Carthaginois. Il reçoit à sa cour de Siga le général carthaginois Hasdrubal Gisco et le général romain Scipion l'Africain, qui cherchent tous deux à obtenir son alliance.
À la mort de Gaïa, il annexe le territoire de celui-ci et son mariage avec Sophonisbe (auparavant promise à Massinissa si l'on en croit Appien), la fille d'Hasdrubal Gisco, provoque un retournement total des alliances, Massinissa passant dans le camp de Rome. Les historiens antiques, notamment Polybe et Tite-Live rapportent l'influence supposée de Sophonisbe sur Syphax, veillant à ce qu'il reste dans l'alliance carthaginoise. Syphax est considéré comme un roi puissant, ainsi que l'attestent plusieurs pièces de monnaie frappées à son effigie, où il apparaît coiffé d'un diadème.

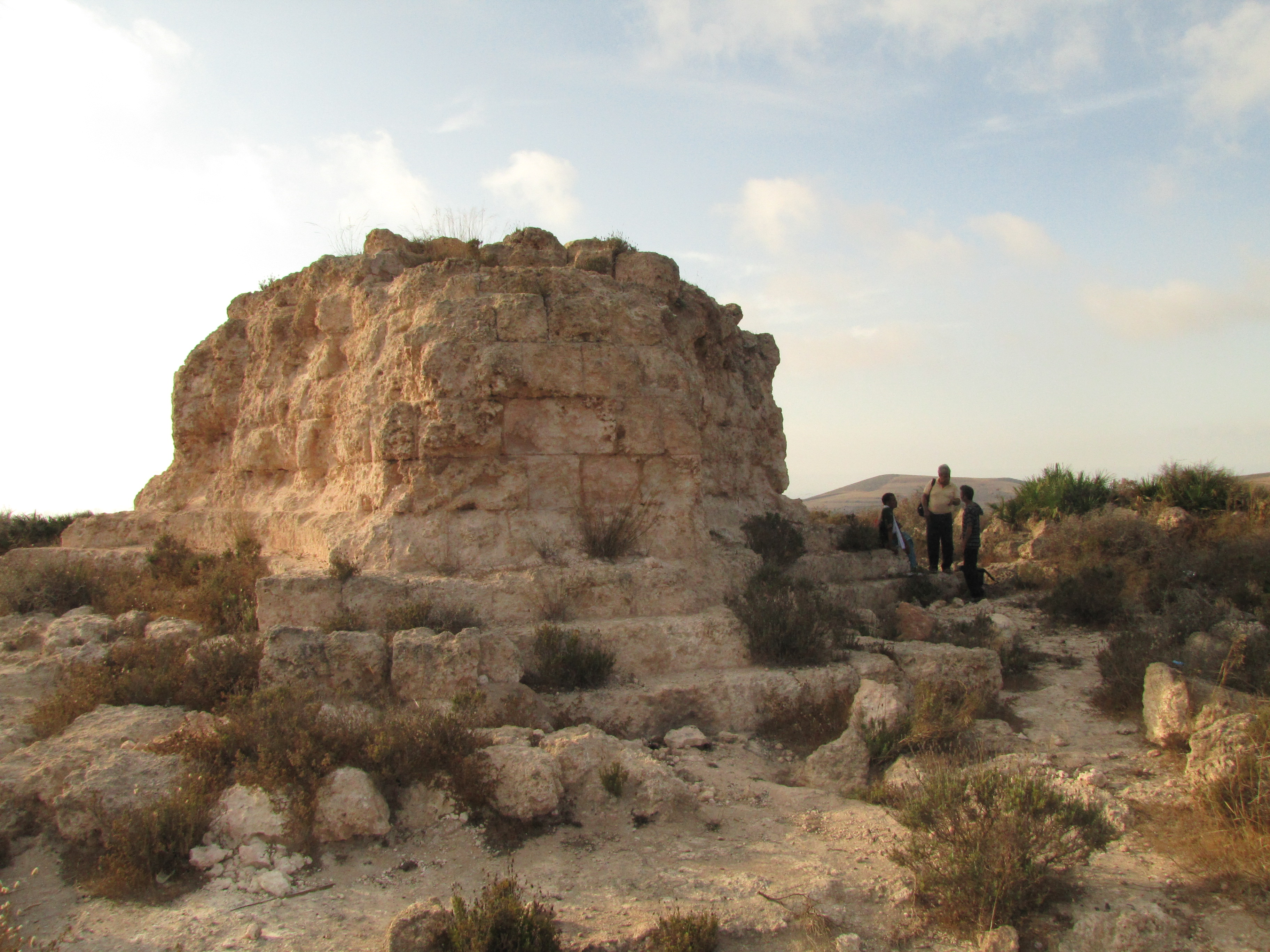
Mausolée de Beni-Rhénane dans la région d'Aïn Témouchent.

Syphax est vaincu et capturé en 203 av. J.-C. après la défaite de la bataille des Grandes Plaines, par le commandant romain Caius Laelius, grâce à Massinissa (qui s'empare ensuite de Cirta, seconde capitale de Syphax). Scipion envoie le souverain vaincu en tant que prisonnier à Rome où il meurt en 203 ou 202 av. J.-C. Sophonisbe, remariée hâtivement à Massinissa après la prise de Cirta, préfère s'empoisonner plutôt que de connaître le même sort. Après la mort de Syphax, c'est son fils Vermina qui lui succède, dernier roi massæsyle avant l'unification de la Numidie par Massinissa.
Une rue de Carthage, située à proximité de l'édifice à colonnes, porte son nom.

## Postérité
La compagnie aérienne tunisienne Syphax Airlines a été nommée en son honneur

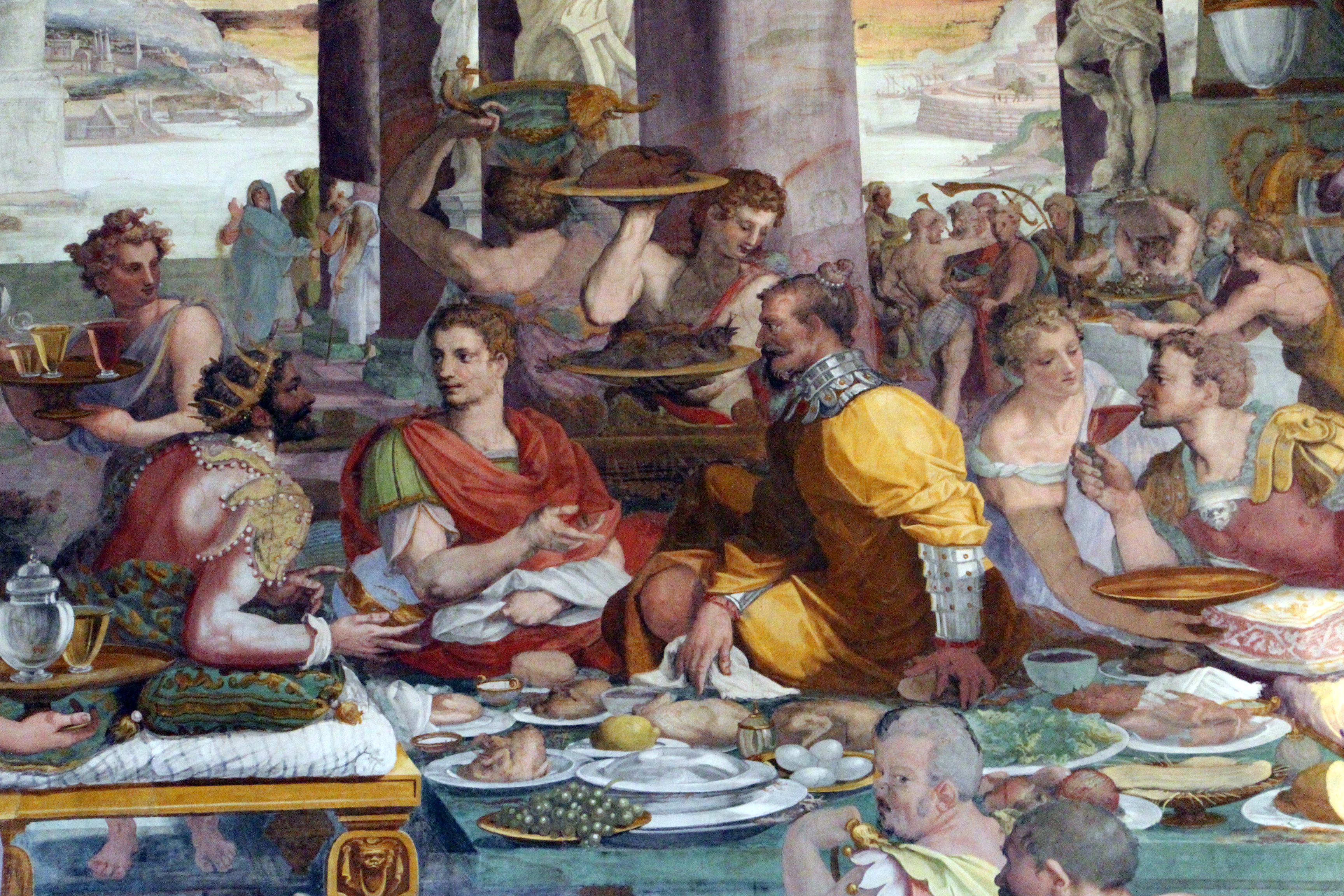
Le roi Syphax de Numidie reçoit Scipion l'Africain - Allori Alessandro (1535-1607) - sala di Léon X, Villa Medicea Ambra, Poggio a Caiano.